# Jaú (futbolista)
Euclydes Barbosa (São Paulo, Brasil, 15 de diciembre de 1906-ibídem, 26 de diciembre de 1988), más conocido como Jaú (pronunciación en portugués: /ʒaˈu/), fue un futbolista brasileño que jugaba como defensa.
Durante su vida, Barbosa fue perseguido por los gobiernos brasileños por ser practicante de la religión umbanda.

## Biografía
Euclydes Barbosa nació el 15 de diciembre de 1906 en São Paulo. Comenzó su carrera en 1929, en el club Scarpo de su ciudad natal. Su enorme impulso, muy superior al promedio, le valió el apodo de Jaú (Jahú), el nombre del primer hidroavión brasileño que cruzó el océano Atlántico entre 1926 y 1927.
En 1932, llegó al Corinthians, donde se convirtió en ídolo, destacándose como uno de los principales jugadores del equipo. No obstante, en la víspera de un clásico contra el Palestra Itália, Jaú denunció públicamente haber recibido una oferta de soborno (no aceptada) por parte de un directivo del equipo rival. Finalmente, el directivo fue castigado por la Liga Paulista de Fútbol. Jaú, a su vez, jugó el partido normalmente, el cual terminó en victoria para los rivales por 3-0. Incluso con la derrota, continuó negando vehementemente haber aceptado el soborno, pero nunca se deshizo de su reputación de vendido. Dejó el Corinthians después de ganar el Campeonato Paulista de 1937, primer título del club en el profesionalismo. En 1938, se fue al Vasco da Gama, donde permaneció tres años. Sus últimos clubes fueron Madureira (1942), Portuguesa (1943) y Santos (1944), donde terminaría su carrera. 
Jaú era practicante de la religión umbanda, y se convirtió en pai de santo tras finalizar su carrera como futbolista, convirtiéndose en uno de los máximos exponentes de dicha religión. Todo comenzó cuando Jaú, en una disputa de balón, terminó con una grave lesión en la cabeza. Su presencia era esencial para que el equipo pudiera vencer al oponente. Jaú estaba tendido en la camilla, fuera del campo de juego. El médico le dijo al entrenador que el jugador no podía volver al partido, ya que la sangre no dejaba de brotar y, probablemente, había sufrido una convulsión cerebral. Solo un milagro lo haría levantarse.   Cuando miraron hacia un lado, Jaú estaba de rodillas, mirando hacia el infinito, como escuchando instrucciones, y pasó su mano por el césped, arrancó un trozo de hierba, lo colocó en la herida y, aun siguiendo las instrucciones, se vendó la cabeza. Luego apoyó solemnemente su frente sobre la tierra y se levantó como impulsado por un manantial, entrando victorioso en el campo, bajo los vítores de la multitud y la perplejidad del médico y el técnico.
Tras retirarse como futbolista y dedicarse por completo al umbandismo, fue víctima de la represión religiosa, sufriendo torturas y persecuciones injustas por parte de los gobiernos brasileños. En ese momento, cualquiera que no siguiera la religión católica era torturado y acusado de practicar brujería.
Durante el tiempo en que el Corinthians pasó casi 23 años sin ganar títulos, se dijo que Jaú habría enterrado una rana en el Parque São Jorge en repudio de quienes lo acusaron de traidor. A su vez, Jaú, corintiano hasta la muerte, siempre lo negó.

## Fallecimiento
Jaú murió el 26 de diciembre de 1988 en São Paulo, debido a una insuficiencia respiratoria, a la edad de 82 años.

## Selección nacional
Fue internacional con la selección brasileña en 10 ocasiones. Formó parte de la selección que obtuvo el tercer lugar en la Copa del Mundo de 1938.

### Participaciones en Copas del Mundo
| Mundial                        | Sede    | Resultado    | Partidos | Goles |
| ------------------------------ | ------- | ------------ | -------- | ----- |
| Copa Mundial de Fútbol de 1938 | Francia | Tercer lugar | 1        | 0     |

### Participaciones en Copas América
| Copa                         | Sede      | Resultado  |
| ---------------------------- | --------- | ---------- |
| Campeonato Sudamericano 1937 | Argentina | Subcampeón |

## Clubes
| Club          | País   | Año       |
| ------------- | ------ | --------- |
| AA Scarpa     | Brasil | 1929-1931 |
| Corinthians   | Brasil | 1932-1937 |
| Vasco da Gama | Brasil | 1938-1941 |
| Madureira     | Brasil | 1942      |
| Portuguesa    | Brasil | 1943      |
| Santos        | Brasil | 1944      |

## Palmarés

### Campeonatos regionales
| Título              | Club        | País   | Año  |
| ------------------- | ----------- | ------ | ---- |
| Campeonato Paulista | Corinthians | Brasil | 1937 |